# Woofy
A Woofy (ejtsd: vufi) egy gyerekeknek szóló francia-kanadai animációs sorozat. Egy kisfiú kalandjait lehet nyomon követni, aki a kutyájával, Woofyval együtt, különféle kalandokba keveredik. A cím a kutyaugatás angol hangutánzó nevéből származik ("woof"). A fiú szülei eleinte nem nagyon kedvelték a kutyát, de később megszokták a négylábú állat jelenlétét a házukban. Woofy illetve a fiú, Antoine, mindig különféle tréfákat is kieszelnek a kalandok közben. A főszereplőnek mindig el kell titkolnia Woofy kilétét, a szülők ugyanis nem bírják elviselni a kutya létét a házban. Franciaországban 2004. november 13. óta vetítik. Magyar bemutató ismeretlen, itthon a Minimax mutatta be. 1 évadot élt meg 65 epizóddal.